# Hopowo
Hopowo este o arie protejată (sit de importanță comunitară — SCI) din Polonia întinsă pe o suprafață de 5,44 ha, integral pe uscat.

## Localizare
Centrul sitului Hopowo este situat la coordonatele 54°15′58″N 18°14′24″E / 54.2662°N 18.24°E.

## Înființare
Situl Hopowo a fost declarat sit de importanță comunitară în aprilie 2004 pentru a proteja 2 specii de animale.

## Biodiversitate
Situată în ecoregiunea continentală, aria protejată conține 3 habitate naturale: Lacuri și iazuri distrofice naturale, Mlaștini turboase de tranziție și turbării mișcătoare, Mlaștini împădurite.
La baza desemnării sitului se află mai multe specii protejate:
- amfibieni (1): triton cu creastă (Triturus cristatus)
- pești (1): Rhynchocypris percnurus